# Yser
L'Yser (in francese, in olandese: IJzer) è un fiume che origina nel nord della Francia, entra in Belgio e sfocia nel Mar del Nord, nella città di Nieuwpoort.

## Percorso in Francia
La sorgente dell'Yser è situata a Buysscheure, nel dipartimento del Nord, nella Francia settentrionale; attraversa poi Bollezeele, Esquelbecq, Bambecque, cosicché circa trenta chilometri del suo corso sono in Francia, prima di attraversare il confine a Houtkerque.

## Percorso in Belgio
In Belgio il fiume, col nome di Ijzer, bagna le Fiandre Occidentali per una distanza di circa cinquanta chilometri, in particolare le città di Dixmude e Nieuwpoort, dove si getta nel Mar del Nord.
È l'unico fiume a sfociare in Belgio, mentre altri fiumi, come la Mosa e la Schelda, attraversano solamente il Paese per sfociare altrove.
Durante la prima guerra mondiale, nel corso della cosiddetta "Corsa al mare", il fiume fu deliberatamente fatto esondare da Dixmude a Nieuwpoort per costituire un ostacolo all'esercito tedesco in avanzata.